# Vicariatul Greco-Catolic al Ținutului Secuiesc
Vicariatul Greco-Catolic al Ținutului Secuiesc (în maghiară Székelyföldi Vikáriátus) a fost o unitate bisericească administrativă înființată în anul 1915 în cadrul Episcopiei de Hajdúdorog, cu jurisdicție asupra credincioșilor greco-catolici din Ținutul Secuiesc. Înființarea acestui vicariat a fost precedată de un atentat cu bombă comis de agentul Ilie Cătărău la Debrețin, în care au murit vicarul episcopal și doi funcționari. Scoaterea parohiilor din Secuime de sub jurisdicția Mitropoliei Blajului a stârnit nemulțumirea mitropolitului Victor Mihaly de Apșa. Mitropolitul Vasile Suciu a obținut în 1934 rearondarea oficială a parohiilor fostului vicariat, după ce activitatea sa fusese suspendată prin ordinul Nunțiaturii Apostolice din 19 iunie 1919.

## Istoric
La propunerea episcopului de Hajdúdorog, István Miklósy, împăratul Franz Joseph a înființat în data de 6 septembrie 1915 Vicariatul Greco-Catolic al Ținutului Secuiesc, cu sediul în Târgu Mureș. Din unitatea bisericească administrativă au făcut parte 35 parohii cedate de Arhiepiscopia de Făgăraș, care s-au aflat sub conducerea vicarului Gyula Hubán. Prin decretul Apostolica sedes din 9 aprilie 1934 Congregația pentru Bisericile Orientale a readus sub jurisdicția Arhiepiscopiei de Făgăraș și Alba Iulia cele 35 de parohii unite din Ținutul Secuiesc, care fuseseră subordonate Eparhiei de Hajdúdorog.

## Parohii
- Arcuș
- Boroșneu Mare
- Imper
- Ciucsângiorgiu,
- Lăzărești
- Ghelința
- Ilieni
- Lemnia
- Lisnău
- Poian
- Turia
- Aldea
- Bodogaia
- Bezidu Nou
- Sărățeni
- Aita Seacă
- Eliseni
- Odorheiu Secuiesc
- Jacodu
- Joseni
- Sândominic
- Frumoasa
- Ghimeș-Făget
- Gheorgheni
- Voșlăbeni
- Sântandrei
- Bolintineni
- Boteni
- Crăciunești
- Ivănești
- Târgu Mureș
- Șardu Nirajului
- Troița
- Lăureni
- Tirimioara